# NGC 7778
NGC 7778 é uma galáxia elíptica (E) localizada na direcção da constelação de Pisces. Possui uma declinação de +07° 52' 14" e uma ascensão recta de 23 horas, 53 minutos e 19,5 segundos.
A galáxia NGC 7778 foi descoberta em 12 de Novembro de 1784 por William Herschel.